# Martina Franca spumante
Il Martina Franca spumante è un vino DOC la cui produzione è consentita nelle province di Bari, Brindisi e Taranto.

## Caratteristiche organolettiche
- colore: verdolino o paglierino chiaro.
- odore: vinoso, delicato, caratteristico e gradevole.
- sapore: asciutto, delicato.

## Produzione
Provincia, stagione, volume in ettolitri
- nessun dato disponibile